# IPad Air (第三代)
第三代iPad Air（正式名称仅为iPad Air，而iPad Air 3为俗称）是苹果于2019年3月18日在其官网更新发布的 10.5 英寸螢幕中端iPad平板电脑，有不同的称呼（第三代iPad Air，或者iPad Air 2019）。虽然名属Air系列，但它与iPad Air的第一代和第二代并无技术上的直接继承关系。相反，第三代iPad Air使用iPad Pro 10.5英寸版本的外形，同时苹果下架iPad Pro 10.5英寸版本，它搭载Apple A12 Bionic处理器，采用原彩显示技术的Retina显示屏，但不具备ProMotion自适应螢幕刷新率技术。此外，第三代iPad Air还支援第一代Apple Pencil和智慧型键盘。
隨著第三代iPad Air和第五代iPad mini的推出，蘋果對iPad產品線進行了重新梳理。和以前不同的是，第三代iPad Air補齊了iPad和iPad Pro之間的定位與價位空檔, 成為了iPad系列中的次旗艦產品。

## 時間軸
|  |

## 外部連結
| 前任： iPad (第六代) | iPad Air (第三代) 2019年3月-2020年9月 | 繼任： iPad Air (第四代) |